# Bitterfeld-Wolfen
Bitterfeld-Wolfen är en stad i Landkreis Anhalt-Bitterfeld i förbundslandet Sachsen-Anhalt i Tyskland. Staden bildades den 1 juli 2007 genom en sammanslagning av de tidigare städerna Bitterfeld och Wolfen samt kommunerna Greppin, Holzweißig och Thalheim.